# Eppe-Sauvage
Eppe-Sauvage é uma comuna francesa na região administrativa de Altos da França, no departamento do Norte. Estende-se por uma área de 16.67 km². Em 2010 a comuna tinha 257 habitantes (densidade: 15,4 hab./km²).